# Itaara
Itaara is een gemeente in de Braziliaanse deelstaat Rio Grande do Sul. De gemeente telt 4.812 inwoners (schatting 2009).

## Aangrenzende gemeenten
De gemeente grenst aan Júlio de Castilhos, Santa Maria en São Martinho da Serra.